# 스위치 (2010년 영화)
《스위치》(영어: The Switch)는 미국에서 제작된 윌 스펙, 조시 고든 감독의 2010년 로맨틱 코미디 영화이다. 제니퍼 애니스턴, 제이슨 베이트먼, 패트릭 윌슨, 줄리엣 루이스, 제프 골드블룸 등이 출연하였고, 앨버트 버거 등이 제작에 참여하였다.
2009년 3월 촬영이 시작되었으며 2009년 5월 촬영이 종료되었다. 2009년 10월 재촬영이 이루어졌다.

## 줄거리
아직 사랑하는 상대를 찾지 못한 30대 캐시는 혼자서 아이를 갖기로 한다. 하지만 캐시는 정자은행을 이용하는 대신 얼굴을 아는 상대로부터 정자를 기증받길 원한다. 캐시를 오래 짝사랑해온 월리가 자원하지만 캐시는 신경질적이고 비관적이며 자아도취적인 월리가 아이 아버지 후보로 적합하지 않다고 생각한다. 대신 캐시가 택하는 건 잘생기고 매력적인 유부남 컬럼비아 대학교 조교수 롤런드이다.
캐시는 매정 기념 파티를 열고, 롤런드는 정액을 사정한 뒤 이를 모아둔 컵을 그대로 화장실에 둔다. 화장실에 들어왔다가 이를 발견한 월리는 취한 상태에서 컵을 갖고 놀다가 정액을 쏟아버리고 만다. 당황한 월리는 본인 정액으로 컵을 채우고, 다음 날 숙취로 전날 일을 깨끗이 잊는다. 임신에 성공한 캐시가 아이를 키우기에 뉴욕보다 나은 환경인 미네소타주 고향으로 돌아가면서 캐시와 월리는 연락이 끊긴다.
7년 뒤 아들 서배스천과 뉴욕에 돌아온 캐시는 월리와 재회한다. 캐시는 서배스천의 생물학적 아버지라고 믿고 있으며 현재 이혼한 롤런드와 데이트 중이다. 그러나 월리는 조숙한 6살 서배스천이 자신의 아이라는 걸 깨닫고 마는데...

## 출연
- 제니퍼 애니스턴 - 캐시 라슨 역
- 제이슨 베이트먼 - 월리 마스 역
- 토머스 로빈슨 - 서배스천 라슨 역
- 브라이스 로빈슨 - 좀 더 나이를 먹은 서배스천 역
- 패트릭 윌슨 - 롤런드 닐슨 역
- 줄리엣 루이스 - 데비 엡스틴 역
- 제프 골드블룸 - 레너드 역
- 카롤린 다베르나스 - 폴린 역
- 스콧 엘로드 - 테디 데클런 역
- 다이앤 소여 - 본인 역 (카메오 출연)
- 토드 루아이조

## 기타 제작진
- 공동 제작: 브라이언 벨, 켈리 코놉, 메리 리, 앨런 러브, 스티븐 펄
- 배역: 더글러스 에이블
- 미술: 애덤 스톡하우전
- 세트: 캐럴 실버먼
- 의상: 카시아 발리츠카 마이모네